# Pontruet
Pontruet é uma comuna francesa na região administrativa de Altos da França, no departamento de Aisne. Estende-se por uma área de 6,75 km². Em 2010 a comuna tinha 353 habitantes (densidade: 52,3 hab./km²).